# Wiesen-Glockenblume
Die Wiesen-Glockenblume (Campanula patula) ist eine Pflanzenart aus der Gattung der Glockenblumen (Campanula) innerhalb der Familie der Glockenblumengewächse (Campanulaceae). Sie ist in Eurasien verbreitet.

## Beschreibung

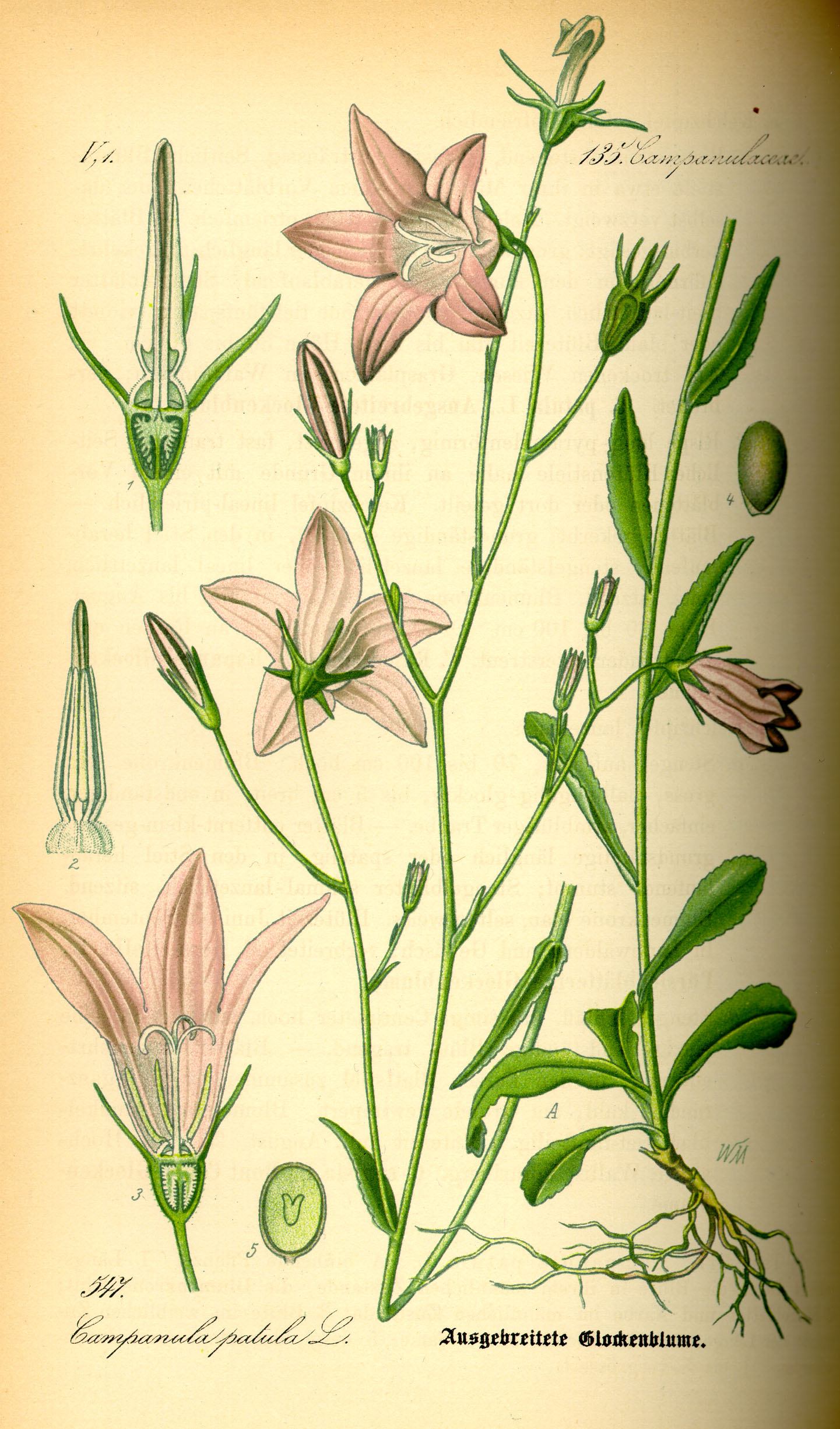
Illustration

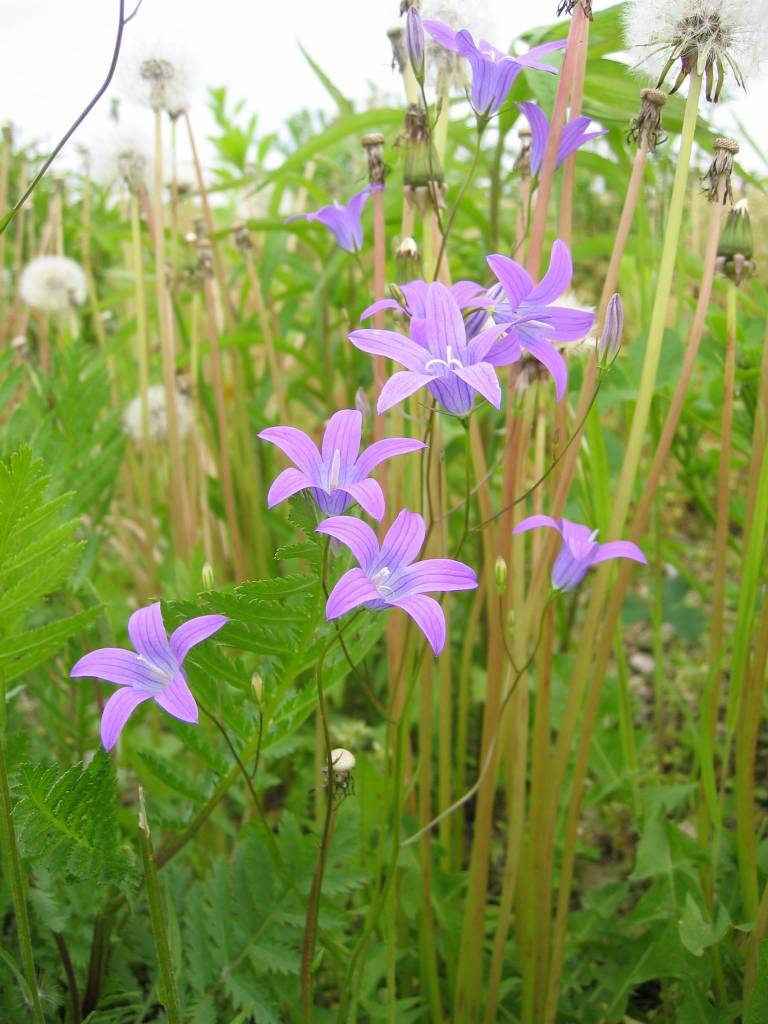
Habitus

### Vegetative Merkmale
Die Wiesen-Glockenblume wächst als sommergrüne, zweijährige bis mehrjährige krautige Pflanze und erreicht Wuchshöhen von 20 bis 70 Zentimetern. Der Stängel ist aufrecht. Die unteren Laubblätter sind gestielt und verkehrt eiförmig, die wenigen oberen sind sitzend und linealisch-lanzettlich.

### Generative Merkmale
Wenige nickende Blüten stehen in einem lockeren, rispigen Blütenstand zusammen. Seitliche Blütenstiele besitzen über der Mitte zwei Hochblätter. Die zwittrigen Blüten sind radiärsymmetrisch und fünfzählig. Die fünf Kelchblätter sind an ihrer Basis verwachsen. Die Kelchzähne sind pfriemlich und meist doppelt so lang wie die Kapselfrucht. Die fünf lilafarbenen bis blauvioletten Kronblätter sind bis etwa zur Mitte ihrer Länge von 15 bis 25 Millimetern trichterförmig verwachsen. Die fünf Kronzipfel sind ausgebreitet.
Die Kapselfrucht ist eiförmig-zylindrisch mit zehn vorspringenden Nerven.
Die Chromosomenzahl beträgt 2n = 20 oder 40.

## Ökologie
Die Wiesen-Glockenblume ist eine lockerrasige Halbrosettenpflanze und Hemikryptophyt mit einem kräftigen kriechenden Rhizom.
Die Blüten der typischen Lichtpflanze sind sonnenwendig. Wie alle Glockenblumen-Arten sind sie vormännlich (Proterandrie), d. h. die Staubblätter gelangen vor den Narben zur Entwicklung, wodurch eine Selbstbestäubung weitgehend vermieden wird. Die Bestäubung erfolgt hauptsächlich durch Bienen.

## Standorte
Campanula patula subsp. patula gedeiht am besten auf frischen, feuchten, nährstoffreichen Wiesen, in Gebüschen und deren Säumen und auch an Waldlichtungen mit sandigem oder lehmigem Böden in Höhenlagen von der Tallage bis zu 1400 Metern. Sie ist pflanzensoziologisch eine Charakterart des Verbands Arrhenatherion. In den Allgäuer Alpen steigt Campanula patula im Tiroler Teil am Lech oberhalb Steeg bis auf eine Höhenlage von bis zu 1130 Meter.

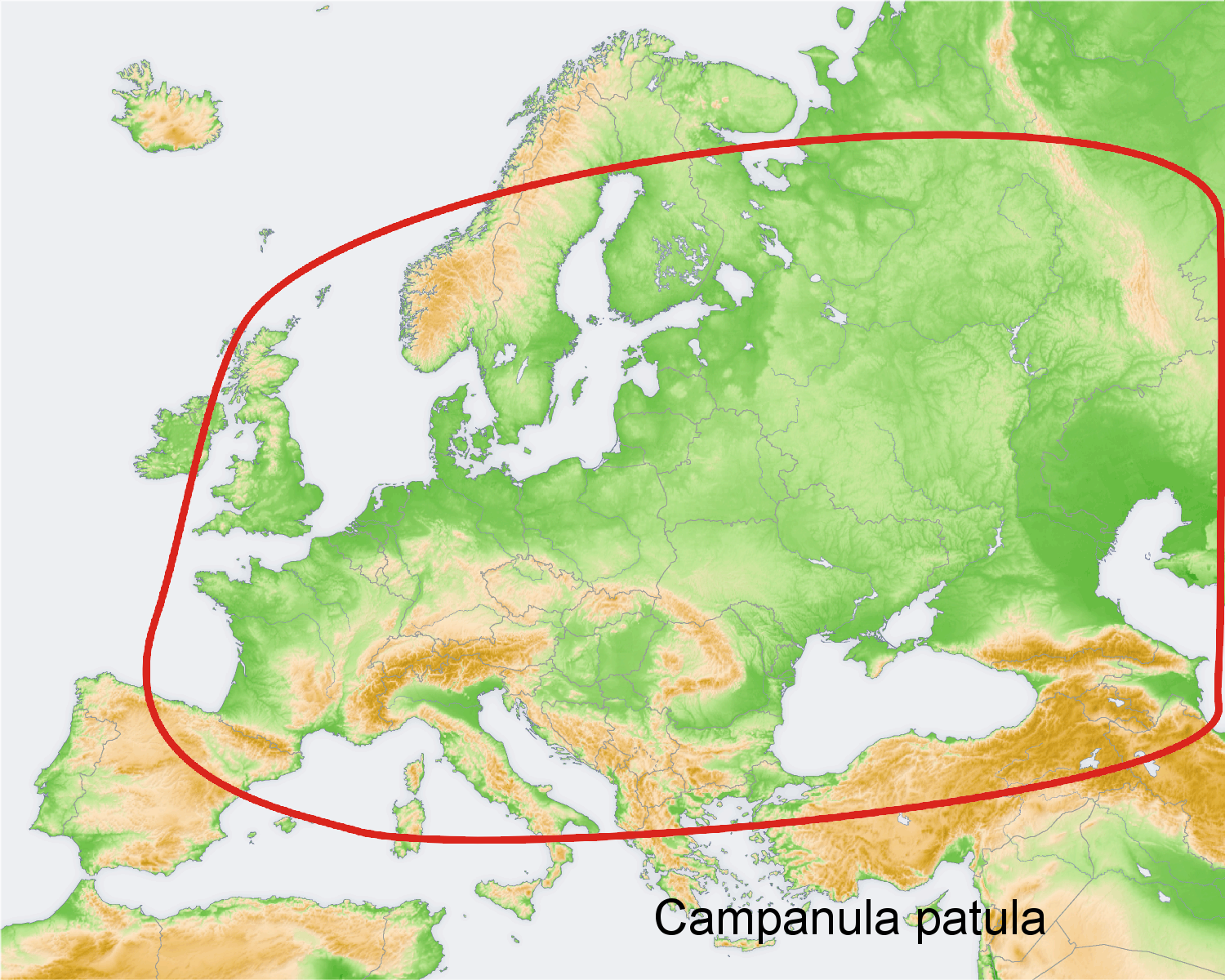
Verbreitungsgebiet

## Systematik und Verbreitung
Die Erstveröffentlichung von Campanula patula erfolgte 1753 durch Carl von Linné in Species Plantarum, Band 1, S. 163. Das Artepitheton „patula“ bededeutet „abstehend“. Synonyme für Campanula patula L. sind: Rapunculus patulus (L.) Fourr., Neocodon patulus (L.) Kolak. & Serdyuk.
Die Wiesen-Glockenblume ist von Europa bis Sibirien verbreitet. In Europa kommt sie in fast allen Ländern vor; sie fehlt nur in Portugal, Irland und Nordmazedonien und kommt eingeschleppt vor in Dänemark, Norwegen, Schweden und Island.
Hier die Unterarten von Campanula patula und Varietäten mit ihrer Verbreitung:

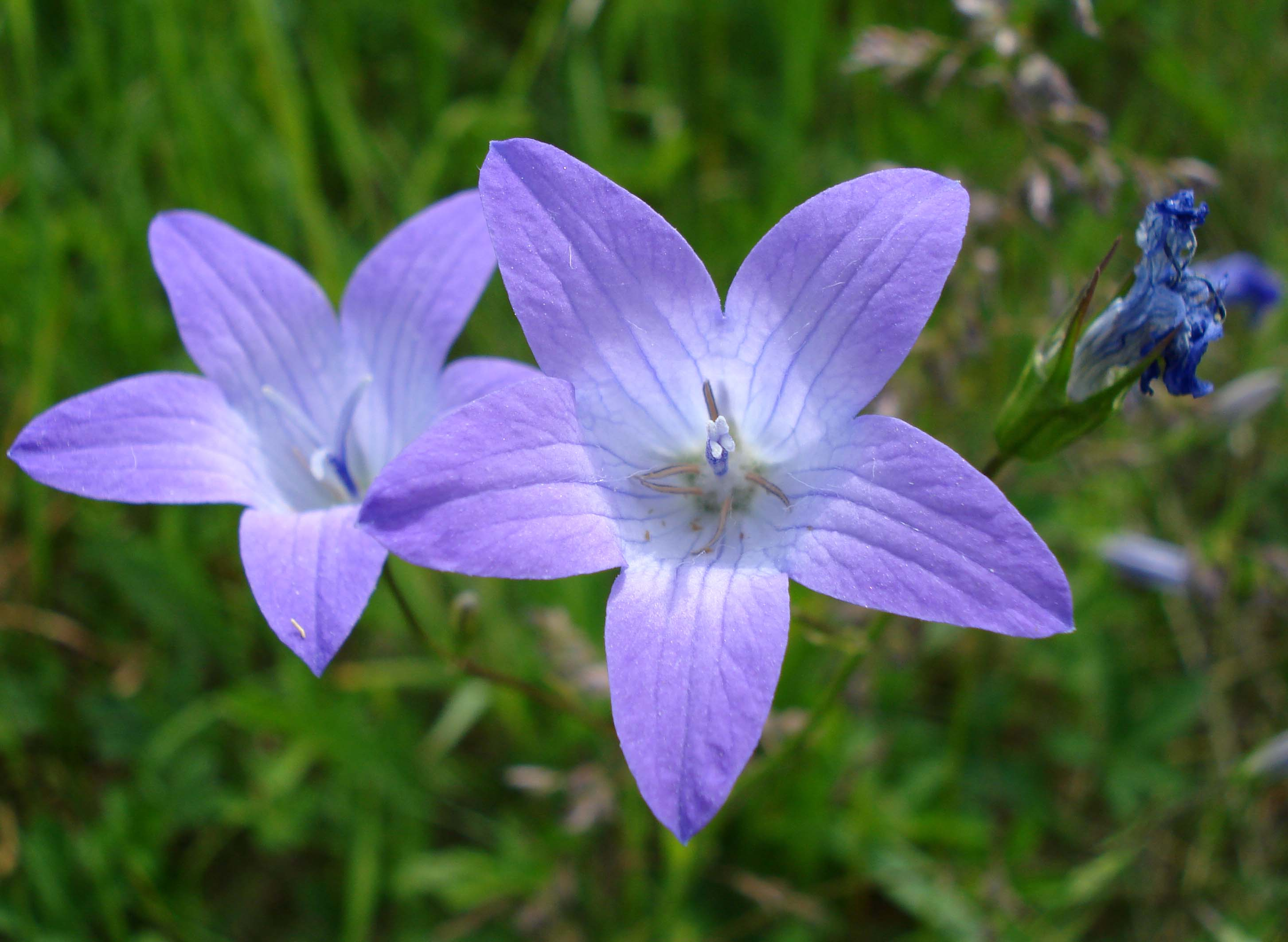
Blüten im Detail

- Campanula patula subsp. abietina (Griseb. & Schenk) Simonk.: Sie kommt von den östlichen Karpaten bis zur nördlichen Balkanhalbinsel vor. Darunter sind die Varietäten:
  - Campanula patula subsp. abietina var. abietina: Sie kommt in Ungarn, Polen, in der Slowakei, in der westlichen Ukraine, in Serbien, Montenegro, Bulgarien, Rumänien, Mazedonien, Griechenland und vielleicht in Albanien vor.[4]
  - Campanula patula subsp. abietina var. vajdae (Pénzes) Fed.
- Campanula patula subsp. alekovyi Ancev: Sie kommt nur in Bulgarien vor.
- Campanula patula subsp. costae (Willk.) Nyman: Das Epitheton ehrt den spanischen Botaniker Antoni Cebrià Costa i Cuxart (1817–1886). Die Unterart kommt in Italien, Sardinien und in den östlichen Pyrenäen vor[4] und auch in Mitteleuropa (Tirol, Kanton Wallis und Tessin, Südtirol).[7] Die ökologischen Zeigerwerte nach Landolt et al. 2010 sind in der Schweiz für Campanula patula subsp. costae: Feuchtezahl F = 3w (mäßig feucht aber mäßig wechselnd), Lichtzahl L = 4 (hell), Reaktionszahl R = 3 (schwach sauer bis neutral), Temperaturzahl T = 4 (kollin), Nährstoffzahl N = 3 (mäßig nährstoffarm bis mäßig nährstoffreich), Kontinentalitätszahl K = 4 (subkontinental).[8]
- Campanula patula subsp. epigaea (Janka ex Degen) Hayek: Sie kommt in Südosteuropa in Bulgarien, Serbien sowie Griechenland vor.[4]
- Campanula patula subsp. jahorinae (K.Malý) Greuter & Burdet: Sie kommt in den österreichischen bis italienischen Ostalpen, in Südtirol und in Bosnien-Herzegowina vor.[4][7]
- Campanula patula subsp. patula: Sie ist von Europa bis Sibirien weitverbreitet. In Österreich ist sie sehr häufig bis häufig in allen Bundesländern. Die ökologischen Zeigerwerte nach Landolt et al. 2010 sind in der Schweiz für Campanula patula subsp. patula: Feuchtezahl F = 3+w (feucht aber mäßig wechselnd), Lichtzahl L = 4 (hell), Reaktionszahl R = 3 (schwach sauer bis neutral), Temperaturzahl T = 3+ (unter-montan und ober-kollin), Nährstoffzahl N = 3 (mäßig nährstoffarm bis mäßig nährstoffreich), Kontinentalitätszahl K = 3 (subozeanisch bis subkontinental).[8]

## Trivialnamen
Für die Wiesen-Glockenblume bestehen bzw. bestanden, zum Teil auch nur regional, auch die weiteren deutschsprachigen Trivialnamen: Fingerhuat (St. Gallen bei Sargans), Glöggli (St. Gallen im Unterrheintal), Klockenblom (Mecklenburg, Altmark), Schellen (Schlesien), Sternblum (Salzburg) und Wiesenglöcklin (Schlesien).

## Weiterführende Literatur
- Adriano Bernini, Giancarlo Marconi, Francesco Polani: Campanule d’Italia e dei territori limitrofi. (Campanulas of Italy and Neighbouring Countries) S. 1–185. Università di Trieste, 2002.